# Звонар (телесеріал)
«Звонар» (рос. Звонарь, у перекладі українською — «Дзвонар») — український російськомовний детективний телесеріал. Телесеріал створено компанією «Гольфстрім продакшин» на замовлення телеканалу «2+2». Автором сценарію виступила Валерія Подорожна, режисером виступив Кирило Капіца.
Прем'єра в Україні відбулася 1 квітня 2019 року на телеканалі «2+2». Прем'єра в Росії відбулася 12 жовтня 2020 року на телеканалі «Звезда». Повторні покази транслюються з українським дубляжем на каналах «2+2» та «УНІАН».

## Сюжет

### Перший сезон
Головний герой фільму оперативник Антон Звонцов — винахідливий, харизматичний, кмітливий, а іноді нахабний. Він після роботи в органах, часто береться за розслідування неоднозначних приватних справ. Щоб майстерно блефувати та знаходити компромісні рішення він використовує зухвалі методи розслідування. Тому його колеги не підтримують такі вчинки Звонара. Особливо, коли він віддає перевагу приватними справам над роботою. Але завдяки такому характеру та уміння «розрулити» будь-яку, навіть найскладнішу ситуацію, Антона поважають його друзі дитинства, що вже стали бізнесменами, поліцейськими або бандитами.
|  | «Харизматичний опер Звонцов – Звонар – в першу чергу яскрава особистість зі своїми цінностями, переконаннями та власним кодексом честі. Не завжди Звонар діє в рамках закону, але обіцяємо, глядач завжди буде на його боці», – розповіла головний редактор каналу 2+2 Олеся Пазенко. |

### Другий сезон
Антон Звонцов після викриття жорстокого маніяка, яким виявився його кращий друг, потерпає від переслідувань вороги, які бажають помститися оперативнику. До того ж, непереливки на службі (новий керівник відділу) та в особистому житті — кохана дівчина не пробачає зраду, а покинута коханка ініціює службову перевірку і його відсторонення від роботи.

## У ролях
- Артем Алексєєв
- Анастасія Чепелюк
- Сергій Калантай
- Олексій Смолка
- Олександр Зиневич
- Олексій Нагрудний
- Наталія Бабенко
- Євгеній Аведеєнко
- Михайло Шамигулов
- Гліб Мацибора
- Аліна Разуменко — Лоліта

## Виробництво
Фільмування серіалу розпочалися у жовтні 2018 року.